# Creosol
El creosol, de fórmula química C8H10O2, es un ingrediente de la creosota. En comparación con el fenol, el creosol es un desinfectante menos tóxico.

## Reacciones
El creosol reacciona con halogenuros de hidrógeno para dar un catecol. 